# Draginja Vuksanović

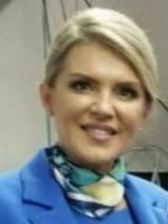
Draginja Vuksanović bei einer Veranstaltung in Bijelo Polje (April 2018)

Draginja Vuksanović, auch Draginja Vuksanović Stanković (serbisch-kyrillisch Драгиња Вуксановић Станковић; geboren am 7. April 1978 in Bar, SFR Jugoslawien), ist eine montenegrinische Juristin, Politikerin und Professorin an der Juristischen Fakultät der Universität Montenegro. Sie war Mitglied des montenegrinischen Parlaments und Vorsitzende der Sozialdemokratischen Partei Montenegros. Bei den Präsidentschaftswahlen 2018 war sie die erste weibliche Präsidentschaftskandidatin in der Geschichte des Landes. Bei den Präsidentschaftswahlen im März 2023 trat sie erneut erfolglos an.

## Leben
Draginja Vuksanović wurde am 7. April 1978 in der Hafenstadt Bar an der Adriaküste im Süden der heutigen Republik Montenegro geboren. In ihrer Heimatstadt besuchte sie die Grundschule und absolvierte das Abitur in Soziolinguistik. Außer ihrer Muttersprache spricht sie Französisch, Englisch, Italienisch und Spanisch.
Das 1996 begonnene Studium der Rechtswissenschaft an der Universität Montenegro schloss Vuksanović im Juni 2000 ab. Im Rahmen eines Postgraduiertenstudiums mit dem Hauptfach Zivilrecht erwarb sie 2005 an der Juristischen Fakultät der Universität Belgrad den Mastergrad mit einer Arbeit zum Thema „Rechtsnatur privilegierter Ansprüche“. Ihre Doktorarbeit zum Thema „Außergerichtliche Einigung des Hypothekengläubigers“ verteidigte sie am 1. Juli 2011 an der Juristischen Fakultät der Universität von Montenegro. Im September 2013 wurde sie dort zur Assistenz-Professorin für Zivilrecht ernannt. Außerdem unterrichtet sie das Fach Urheberrecht und geistiges Eigentumsrecht an der Kunstfakultät der Universität von Montenegro in Cetinje.
Vuksanović ist mit dem Obersten Staatsanwalt Ivica Stanković verheiratet.

## Politische Karriere
Draginja Vuksanović ist Mitglied der Sozialdemokratischen Partei Montenegros (SDP CG) und war seit 2012 Abgeordnete des montenegrinischen Parlaments.
Vom 31. Mai 2013 bis zum 22. Januar 2017 war Vuksanović Repräsentantin Montenegros in der Parlamentarischen Versammlung des Europarats. Dort war sie Mitglied verschiedener Ausschüsse, darunter das Committee on Legal Affairs and Human Rights (Ausschuss für Recht und Menschenrechte) und das Sub-Committee on Crime Problems and the Fight against Terrorism (Unterausschuss für Kriminalitätsprobleme und Terrorismusbekämpfung).
Im März 2018 kündigte Vuksanović ihre Kandidatur für die bevorstehenden Präsidentschaftswahlen an.
Als erste weibliche Präsidentschaftskandidatin in der Geschichte Montenegros wurde sie von der Sozialdemokratischen Partei nominiert und von der Partei „Demokratische Allianz“ (DEMOS) unterstützt.
Bei der Wahl im April 2018 erhielt Vuksanović 8,2 Prozent der abgegebenen Stimmen und belegte den dritten Platz unter sieben Kandidaten.
Am 29. Juni 2019 wurde Vuksanović als Nachfolgerin von Ranko Krivokapić zur neuen Vorsitzenden der Sozialdemokratischen Partei Montenegros gewählt und war damit zu diesem Zeitpunkt die einzige weibliche Vorsitzende einer montenegrinischen Partei. Nach den schlechten Ergebnissen ihrer Partei bei den Parlamentswahlen 2020 trat sie von diesem Amt zurück.
Bei den Präsidentschaftswahlen 2023 trat Vuksanović erneut – und wieder als einzige Frau – als Kandidatin der Sozialdemokratischen Partei an. Bei der ersten Wahlrunde am 19. März 2023 erhielt sie lediglich 3,15 Prozent der abgegebenen Stimmen und belegte den fünften Platz unter den sieben Kandidaten. Nach der Bekanntgabe des enttäuschenden Wahlergebnisses erklärte Vuksanović noch am Abend des Wahltages, von sämtlichen Partei- und politischen Ämtern zurücktreten zu wollen. Am 24. März 2023 informierte sie die Parlamentspräsidentin Danijela Đurović über die Rückgabe ihres Abgeordnetenmandats.